# Заречье (Днепропетровская область)
Заречье (укр. Заріччя) — село,
Заречанский сельский совет,
Верхнеднепровский район,
Днепропетровская область,
Украина.
Код КОАТУУ — 1221085501. Население по переписи 2001 года составляло 474 человека.
Является административным центром Заречанского сельского совета, в который, кроме того, входят сёла
Бородаевские Хутора,
Василевка,
Домоткань,
Корнило-Наталовка и
Акимовка.

## Географическое положение
Село Заречье находится на берегу реки Домоткань, которая через 1,5 км впадает в Каменское водохранилище,
выше по течению примыкает село Бородаевские Хутора.
Через село проходит автомобильная дорога Н-08.

## История
- До 1959 года село называлось Федоро-Анновка.

## Экономика
- ООО «Заречье».
- ЧП «Бизнес-стратегия».

## Объекты социальной сферы
- Детский сад.
- Клуб.